# Balun (elektriciteit)
Een balun (balancing unit) is een type elektrische transformator waarmee een asymmetrische transmissielijn op een symmetrische transmissielijn kan worden aangesloten. Een balun kan bijvoorbeeld door een zendamateur worden gebruikt om een (asymmetrische) coaxkabel op een (symmetrische) dipoolantenne aan te sluiten.
De balun zorgt voor een efficiënte overdracht tussen beide transmissielijnen. In het voorbeeld van de coaxkabel en de dipoolantenne zorgt de balun dat de stroom vanuit de antenne via de kern van de coaxkabel terug naar de aarde zal lopen, en niet ook via de mantel van de coaxkabel. De antenne functioneert hierdoor beter.